# Peixe-víbora
Peixe-víbora (Chauliodus sloani) é uma espécie de peixe, que vive a cerca de 2 500 metros de profundidade nos oceanos. Seu comprimento é de 20 a 35 cm. A espécie foi descrita pela primeira vez pelos cientistas alemães Marcus Elieser Bloch e Johann Gottlob Schneider em seu livro "Systema ichthyologiae: iconibus CX illustratum, de 1801, volume 1". Seu tamanho pode variar de 64 mm a 260 mm, e possui uma cor azul prata iridescente. Possui duas fileiras de fotóforos, uma de cada lado da parte ventral de seu corpo. Acredita-se que o peixe víbora ajusta a intensidade dos fotóforos ventrais durante as migrações diurnas para se camuflar de predadores que podem ver sua sombra por baixo.
Possui o recorde de maior dente relativo ao tamanho da cabeça, são tão grandes que precisa abrir sua boca para que os dentes fiquem verticais de modo a poder engolir suas presas. Quando a boca está fechada, os dentes se sobrepõem às mandíbulas. Agarra as presas perfurando-as com os longos dentes, nadando até elas, com a primeira vértebra servindo como um amortecedor do impacto. Consegue baixar o esqueleto das guelras, o que permite que engula suas presas inteiras. Sua cabeça mede aproximadamente 2 cm e seus dentes possuem pouco mais que a metade dessa medida.